# Canzoni (Fabrizio De André)
Canzoni, è il settimo album in studio del cantautore italiano Fabrizio De André, pubblicato nel 1974.

## Contenuti
Contiene solo tre brani inediti (Via della povertà, Le passanti e Morire per delle idee che sono comunque cover col testo in italiano di altri autori, come la maggior parte dei brani dell'album), mentre le altre canzoni erano già state pubblicate da De André come 45 giri e in album precedenti, anche se compaiono su questo album reincise con nuovi arrangiamenti.
È considerato un album di transizione per il cantautore poiché chiude l'epoca dei concept album e preannuncia, con l'inedito Via della povertà (traduzione effettuata da De Gregori ai tempi del Folkstudio cofirmata da De André), la collaborazione con Francesco De Gregori e un'apertura agli influssi folk/rock anglosassoni, che si manifesteranno ancor più con gli album composti insieme al cantautore veronese Massimo Bubola.
Durante le registrazioni di questo disco De André conoscerà la sua futura compagna e moglie, Dori Ghezzi (in una pausa della sua collaborazione con Wess), che stava registrando, in uno studio a fianco, il suo nuovo disco da solista; è l'inizio di una relazione che sfocerà nel matrimonio celebrato il 7 dicembre 1989.

## Tracce
Lato A
1. Via della Povertà (testo italiano: Fabrizio De André e Francesco De Gregori) – 9:37 (Bob Dylan)
2. Le passanti (testo italiano: Fabrizio De André; testo originale tratto da una poesia di Antoine Pol) – 3:51 (musica: Georges Brassens)
3. Fila la lana – 2:40
4. La ballata dell'amore cieco (o della vanità) – 3:05
5. Suzanne (testo italiano: Fabrizio De André) – 3:26 (Leonard Cohen)

Lato B
1. Morire per delle idee (testo italiano: Fabrizio De André) – 4:26 (Georges Brassens)
2. Canzone dell'amore perduto (testo: Fabrizio De André) – 3:21 (musica: Georg Philipp Telemann)
3. La città vecchia – 3:23
4. Giovanna d'Arco (testo italiano: Fabrizio De André) – 4:50 (Leonard Cohen)
5. Delitto di paese (testo italiano: Fabrizio De André) – 3:55 (Georges Brassens)
6. Valzer per un amore (testo: Fabrizio De André) – 3:37 (musica: Gino Marinuzzi)

## I brani

### Via della Povertà[Desolation Row]
Traduzione del brano di chiusura del celebre album Highway 61 Revisited (1965) di Bob Dylan, il pezzo è il primo frutto della collaborazione tra De André e Francesco De Gregori che darà vita l'anno successivo a Vol. 8. L'autore gioca con le storie, le intreccia e trasporta i personaggi nella società di oggi. Non ci vuole molto perché vengano resi dei simboli personaggi tanto pazzi e crudeli, questa gente in fondo non è poi così diversa da tutti noi, con le proprie paure e le proprie sicurezze.

### Le passanti[Les passantes]
La canzone originale, incisa da Georges Brassens nel 1972, si basa su una poesia di Antoine Pol, poeta minore francese molto amato da Brassens, che il cantautore scoprì su una raccolta del 1918. Il testo, a sua volta, richiama A une passante, celebre poesia di Charles Baudelaire, musicata, tra l'altro, anche da Léo Ferré. Una recente versione dal vivo del brano, con il testo tradotto, è stata interpretata da Tiziano Ferro nel programma televisivo Che tempo che fa - Speciale Fabrizio, del gennaio 2009.

### Morire per delle idee[Mourir pour des idées]
Il brano originale di Brassens, Mourir pour des idées, è contenuto dallo stesso album del 1972 che contiene Les passantes. La canzone originale, scritta e composta da Brassens, è una vigorosa polemica contro ogni forma di fondamentalismo ideologico.

## Classifiche
Album
| Anno | Classifica              | Posizione raggiunta |
| ---- | ----------------------- | ------------------- |
| 1974 | Hit parade Italia Album | 16                  |